# Turmbrücke St. Severus

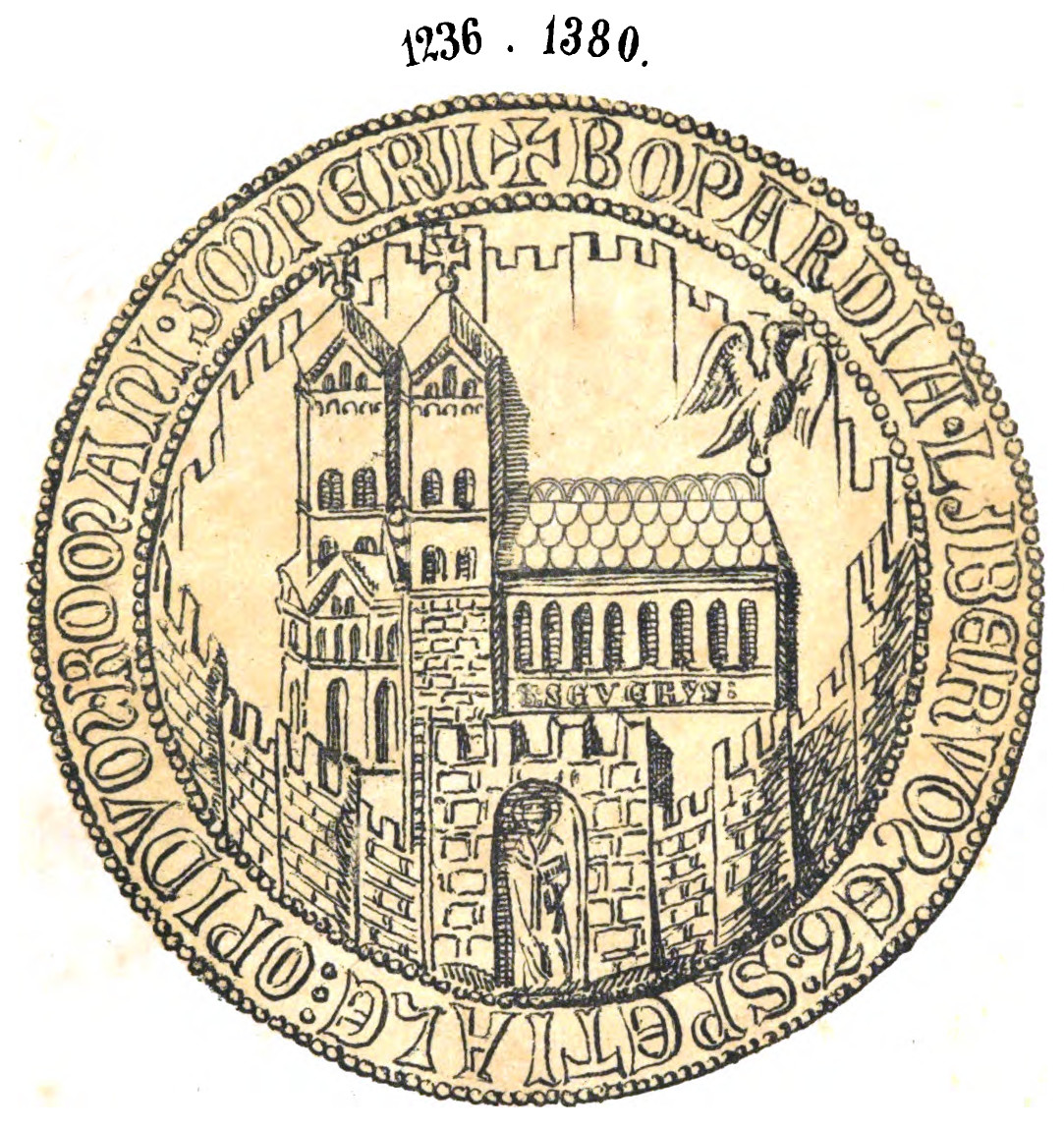
1236 erste Abbildung der Türme von St. Severus

Die zu Beginn des 17. Jahrhunderts gebaute  Turmbrücke der St.-Severus-Kirche  in Boppard am Rhein galt bis zu ihrem Abbruch –  auf Beschluss des Rates im Jahr 1859 – als höchstes Brückenbauwerk am Rhein. Der seltene Anblick dieser Konstruktion ließ die ehemalige Stiftskirche zum weithin bekannten Wahrzeichen der Stadt Boppard werden.

## Geschichte
Nachdem mit den ältesten Bausegmenten der Kirche, den Türmen, etwa nach der Mitte des 12. Jahrhunderts begonnen worden war, konnten die Außenarbeiten an dem Kirchenbauwerk etwa um 1236 abgeschlossen werden. Zu diesen Bauwerken gab es, außer dem Bericht eines lapicida Wasmud, keine weiteren baugeschichtlichen Hinweise. Die nun namentlich genannte Severuskirche zierte in einer Ostansicht alsbald eine zweite Prägung des Stadtsiegels. Es zeigte in der neuen Fassung einen hinter den Stadtmauern emporragenden, mit Doppeltürmen gestalteten Kirchenbau, dessen Türme mit flachen Rautenhelmen abschlossen. Da den Türmen an ihrer Basis der Bau eines Rundchores vorgesetzt wurde, dessen Geschosshöhen sich jedoch nicht denen der Türme und dem nach Westen ansetzenden Langhaus anpassten, erschien das Bauwerk in der Darstellung des Siegels  gedrungen und unausgewogen.

### Bau der Verbindungsbrücke

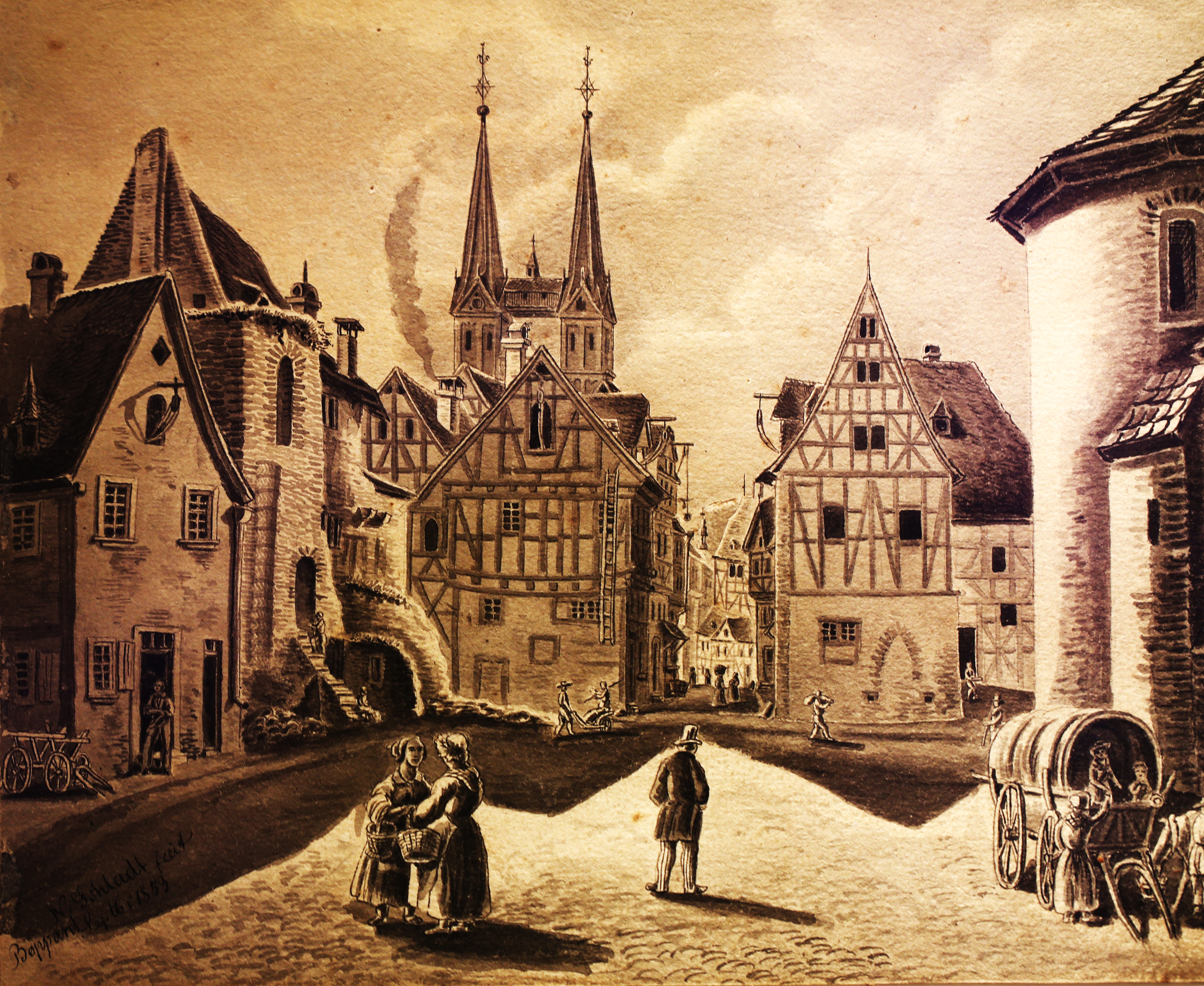
Blick vom Burgplatz um 1853

1605 änderte sich das Äußere der Kirche, die bisherigen ursprünglichen Rautenhelme der Türme wichen schlanken, steilen, schiefergedeckten und weithin sichtbaren vierseitigen gotischen Giebelhelmen. In der Höhe dieser Giebel wurde etwa zu gleicher Zeit eine hölzerne, mit Schiefer beschlagene Verbindungsbrücke zwischen den beiden Türmen installiert. Die Brücke bot außer der schnellen Verbindung zwischen den oberen Turmbereichen sowie wegen des exzellenten Ausblicks über die gesamte Stadt einen idealen Arbeitsplatz für den städtischen Nachtwächter, dem in der Brückenmitte eine Wachtstube mit Herd und Kamin eingerichtet worden war.

### Schriften und Abbildungen
Die kulturgeschichtliche Epoche der Romantik die weit in das 19. Jahrhundert hineinreichte, erlebte an Rhein und Mosel eine wahre Blütezeit. Schriften und vor allem Abbildungen diverser Künstler wurden in unzähligen Variationen geschaffen. Dazu gehören auch vor Ort entstandene Ölgemälde und Federzeichnungen (N. Schlad), Kupfer- und Stahlstecher reisten an und skizzierten ihre späteren Werke. Manche waren ohne Vorsatz gekommen und fanden Motive für ihre Lithografien.Diesen Künstlern ist heute zu verdanken, dass das trotz 250-jähriger Betriebszeit in Vergessenheit geratene Brückenbauwerk in Erinnerung gerufen werden kann.

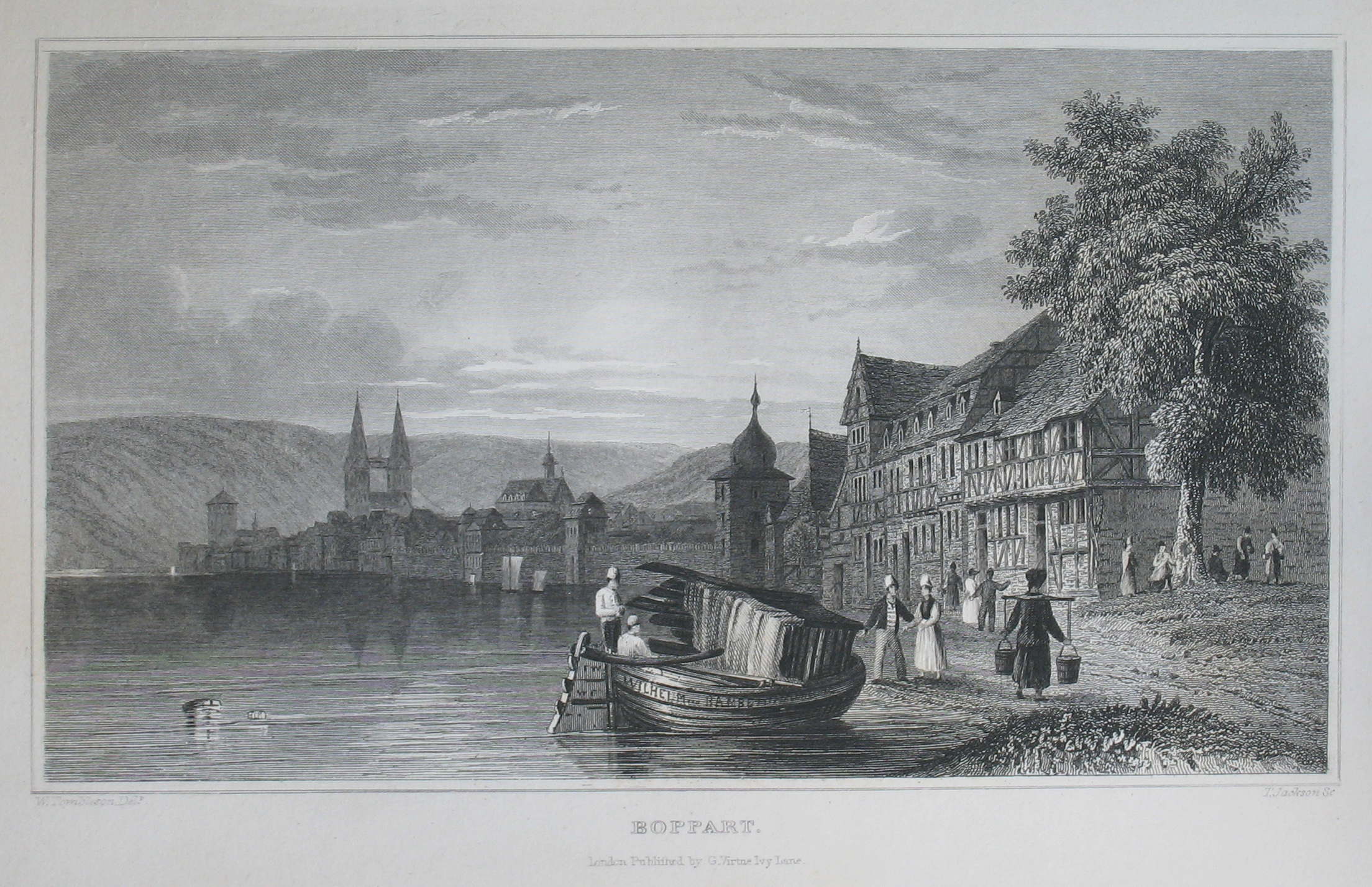
Blick vom Rhein um 1840
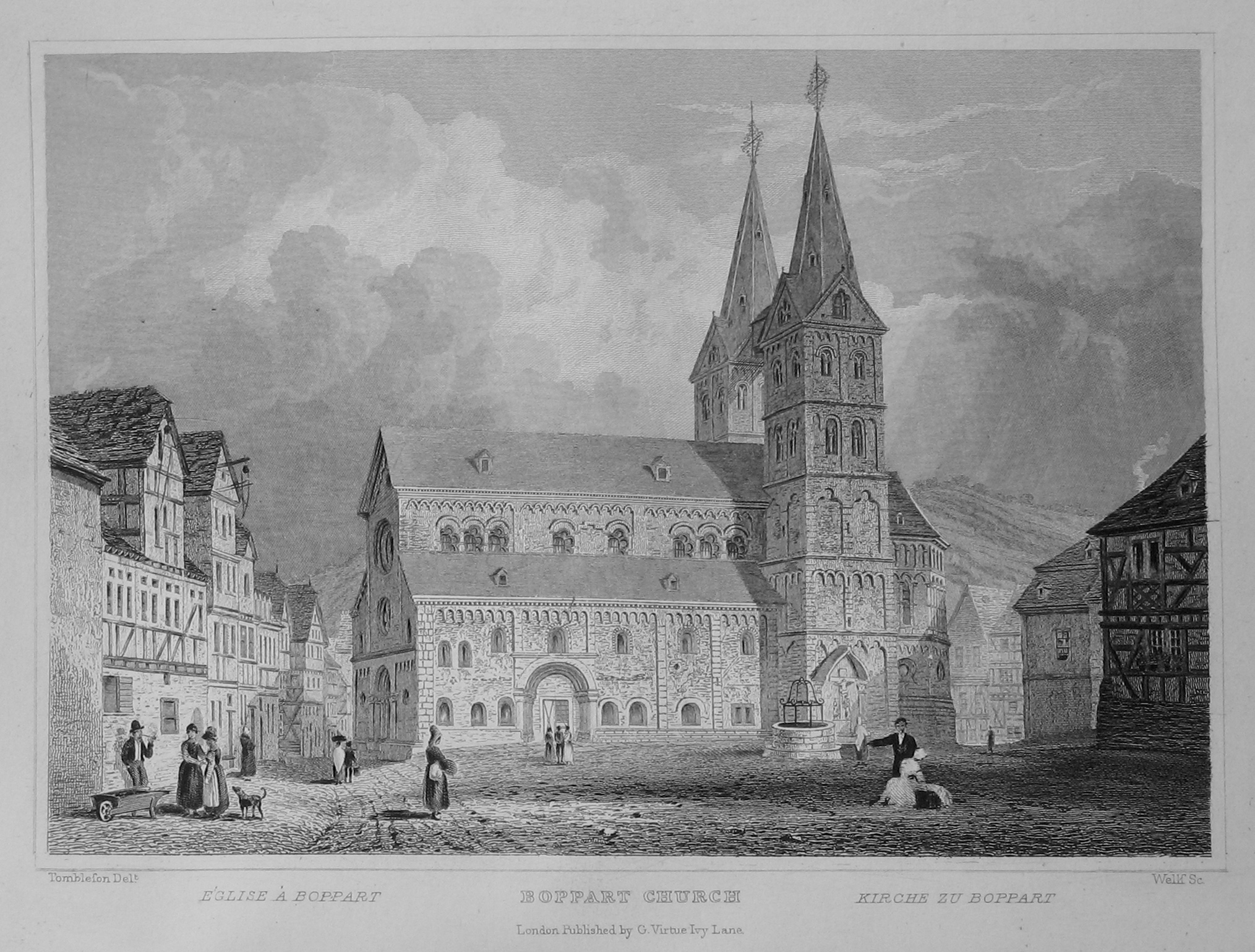
St. Severus um 1840
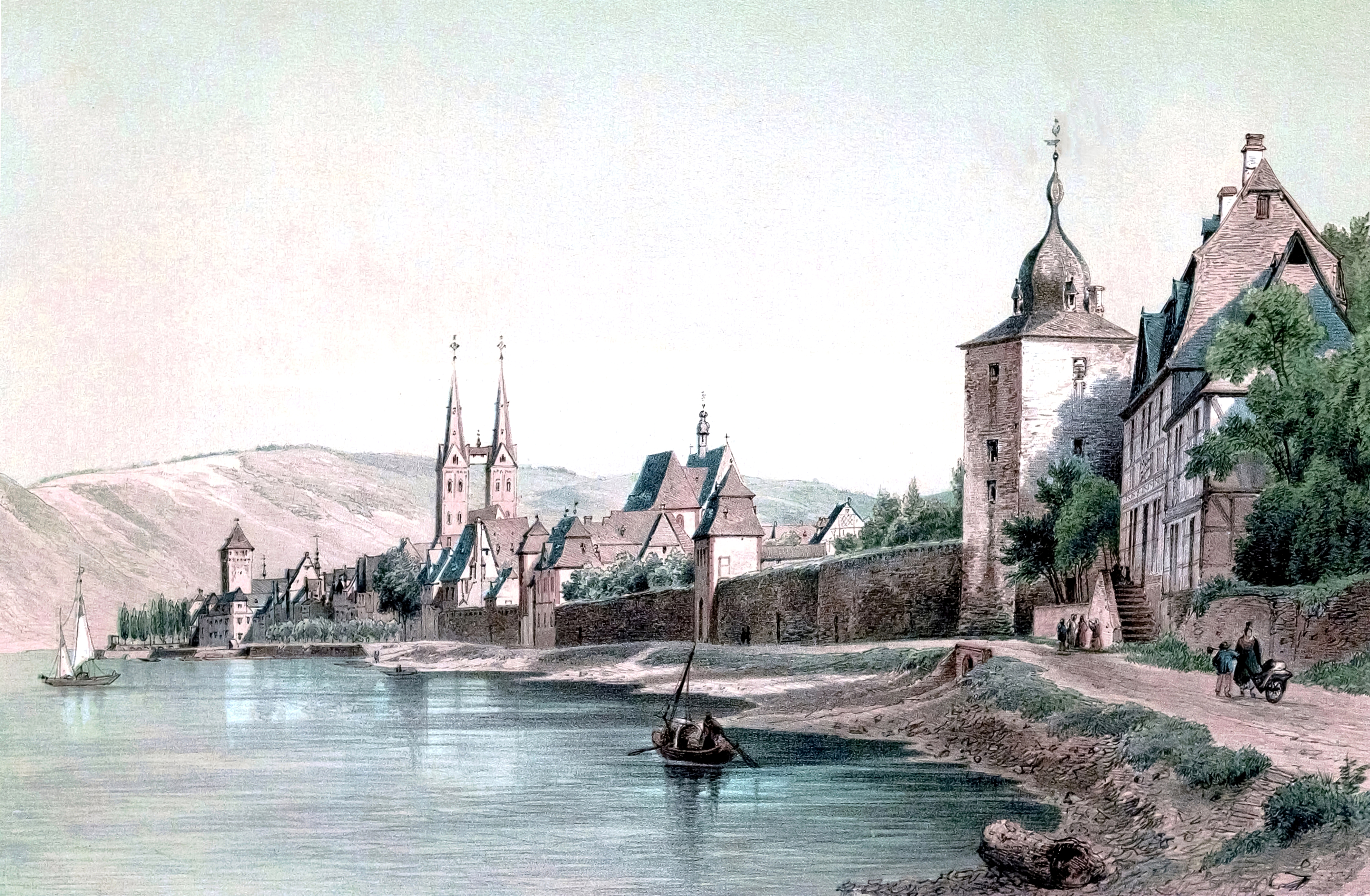
Stadtansicht von Jakob Becker, 1856, drei Jahre vor  dem Abbruch der Turmbrücke

Das Museum Boppard in der Kurfürstlichen Burg beherbergt eine große Anzahl der Schlad‘schen Federzeichnungen, der auch die obige Zeichnung der Turmbrücke aus dem Jahr 1853 angehört.  Zu den Werken der Künstler und Brüder Schlad äußert sich die Leitung des Museums mit folgenden Worten:

„Diese Sammlung von 42 Federzeichnungen ist in sich geschlossen und ist eine einzigartige bildhafte Dokumentation des Erscheinungsbildes der Stadt Boppard im 19. Jahrhundert. Sie wird ergänzt durch die Texte des Bruders und Chronisten Wilhelm Schlad“

- Wilhelm Schlad, Das alte Boppard in Bildern und Texten, 1983
- Nikolaus Schlad (Zeichner)
- William Tombleson

## Heute

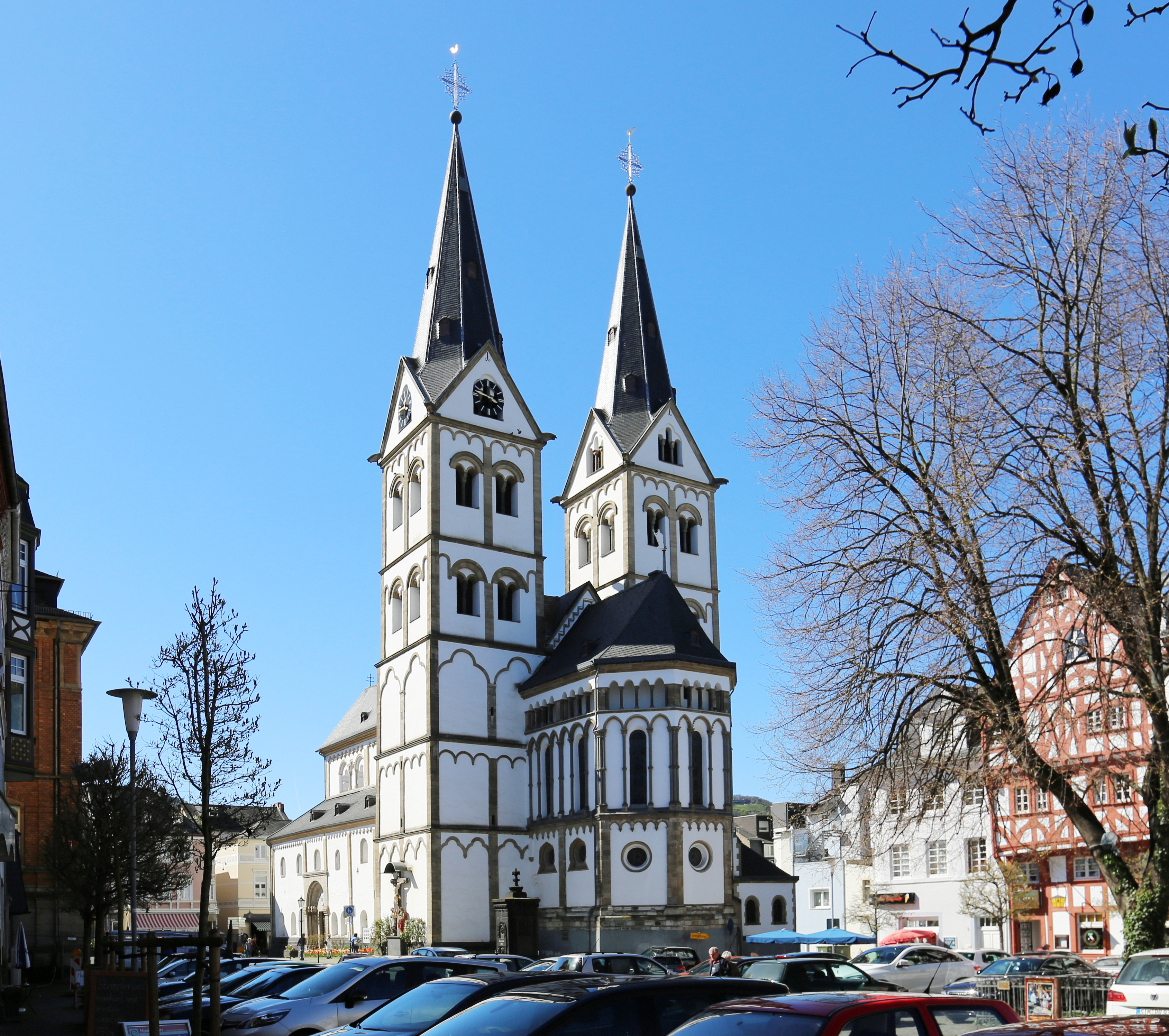
Die Kirchtürme im heutigen Stadtbild

Seit 2002 ist St. Severus Teil des UNESCO-Welterbes Oberes Mittelrheintal. Durch Papst Franziskus wurde im Februar des Jahres 2015 St. Severus zur Basilica minor erhoben.

## Weitere historische Galeriebrücken
- St. Jakob (Köthen)
- Stadtkirche Meiningen
- St. Lubentius (Dietkirchen)